# Heraclia meretrix
Heraclia meretrix là một loài bướm đêm trong họ Noctuidae.